# Arceuthobium vaginatum
Arceuthobium vaginatum là một loài thực vật có hoa trong họ Santalaceae. Loài này được (Humb. & Bonpl. ex Willd.) J.Presl mô tả khoa học đầu tiên năm 1825.